# Scottish Premiership 2023-2024
La Scottish Premiership 2023-2024, anche nota come cinch Premiership 2023-2024 per motivi di sponsorizzazione, è stata la 127ª edizione della massima serie del campionato scozzese di calcio, la ventiquattresima consecutiva col regolamento attuale. La stagione è iniziata il 5 agosto 2023 ed è terminata il 19 maggio 2024.
Il Celtic è la squadra campione in carica, avendo vinto il titolo per la cinquantatreesima volta nella propria storia, e si è riconfermata per il 54º titolo nazionale.

## Stagione

### Novità
Nella stagione precedente è retrocesso il Dundee Utd, mentre al suo posto dalla Scottish Championship 2022-2023 è stato promosso il  Dundee.

### Formula
Le 12 squadre si affrontano in gironi di andata-ritorno-andata, per un totale di 33 giornate. Al termine le squadre sono divise in due gruppi di 6, in base alla classifica; ogni squadra affronta per la quarta volta le altre del gruppo, per un totale di 38 partite.
La prima classificata è campione di Scozia e si qualifica, insieme con la seconda, per la UEFA Champions League 2024-2025. La terza e la quarta classificata si qualificano per la UEFA Europa League 2024-2025, mentre la quinta si qualifica per la UEFA Conference League 2024-2025.
L'ultima classificata è retrocessa in Scottish Championship, mentre la penultima gioca uno spareggio promozione/retrocessione contro la vincitrice dei play-off della Scottish Championship.

## Squadre partecipanti
| Club          | Stagione  | Città      | Stadio             | Stagione precedente          |
| ------------- | --------- | ---------- | ------------------ | ---------------------------- |
| Aberdeen      | dettaglio | Aberdeen   | Pittodrie Stadium  | 3° in Premiership            |
| Celtic        | dettaglio | Glasgow    | Celtic Park        | 1° in Premiership            |
| Dundee        | dettaglio | Dundee     | Dens Park          | 1° in Championship, promosso |
| Hearts        | dettaglio | Edimburgo  | Tynecastle Stadium | 4° in Premiership            |
| Hibernian     | dettaglio | Edimburgo  | Easter Road        | 5° in Premiership            |
| Kilmarnock    | dettaglio | Kilmarnock | Rugby Park         | 10° in Premiership           |
| Livingston    | dettaglio | Livingston | Almondvale Stadium | 8° in Premiership            |
| Motherwell    | dettaglio | Motherwell | Fir Park           | 7° in Premiership            |
| Rangers       | dettaglio | Glasgow    | Ibrox Stadium      | 2° in Premiership            |
| Ross County   | dettaglio | Dingwall   | Victoria Park      | 11° in Premiership           |
| St. Johnstone | dettaglio | Perth      | McDiarmid Park     | 9° in Premiership            |
| St. Mirren    | dettaglio | Paisley    | St. Mirren Park    | 6° in Premiership            |

## Allenatori e primatisti
| Squadra       | Allenatore                                                            | Calciatore più presente           | Cannoniere                      |
| ------------- | --------------------------------------------------------------------- | --------------------------------- | ------------------------------- |
| Aberdeen      | Barry Robson (1ª-23ª) Neil Warnock (24ª-29ª) Peter Leven (30ª-38ª)    | Bojan Miovski (38)                | Bojan Miovski (16)              |
| Celtic        | Brendan Rodgers                                                       | Kyogo Furuhashi (38)              | Matt O'Riley (18)               |
| Dundee        | Tony Docherty                                                         | Amadou Bakayoko Luke McCowan (37) | Luke McCowan (10)               |
| Hearts        | Steven Naismith                                                       | Lawrence Shankland (37)           | Lawrence Shankland (24)         |
| Hibernian     | Lee Johnson (1ª-3ª) Nick Montgomery (5ª-36ª) David Gray (4ª, 37ª-38ª) | Joe Newell (37)                   | Myziane Maolida (10)            |
| Kilmarnock    | Derek McInnes                                                         | Daniel Armstrong (38)             | Kyle Vassell Marley Watkins (9) |
| Livingston    | David Martindale                                                      | Bruce Anderson (34)               | Bruce Anderson (7)              |
| Motherwell    | Stuart Kettlewell                                                     | Liam Kelly Theo Bair (38)         | Theo Bair (15)                  |
| Rangers       | Michael Beale (1ª-7ª) Philippe Clement (8ª-38ª)                       | Jack Butland James Tavernier (38) | James Tavernier (17)            |
| Ross County   | Malky Mackay (1ª-13ª) Derek Adams (14ª-25ª) Don Cowie (26ª-38ª)       | Simon Murray (37)                 | Simon Murray (14)               |
| St. Johnstone | Steven MacLean (1ª-10ª) Craig Levein (11ª-38ª)                        | Dimitar Mitov (37)                | Nicky Clark (6)                 |
| St. Mirren    | Stephen Robinson                                                      | 4 giocatori (38)                  | Mikael Mandron (8)              |

## Stagione regolare

### Classifica
|  | Pos. | Squadra       | Pt | G  | V  | N  | P  | GF | GS | DR  |
|  | ---- | ------------- | -- | -- | -- | -- | -- | -- | -- | --- |
|  | 1.   | Celtic        | 78 | 33 | 24 | 6  | 3  | 80 | 26 | +54 |
|  | 2.   | Rangers       | 75 | 33 | 24 | 3  | 6  | 72 | 23 | +49 |
|  | 3.   | Hearts        | 62 | 33 | 19 | 5  | 9  | 46 | 34 | +12 |
|  | 4.   | Kilmarnock    | 51 | 33 | 13 | 12 | 8  | 43 | 34 | +9  |
|  | 5.   | St. Mirren    | 43 | 33 | 12 | 7  | 14 | 38 | 43 | -5  |
|  | 6.   | Dundee        | 41 | 33 | 10 | 11 | 12 | 44 | 54 | -10 |
|  | 7.   | Hibernian     | 39 | 33 | 9  | 12 | 12 | 44 | 51 | -7  |
|  | 8.   | Motherwell    | 37 | 33 | 8  | 13 | 12 | 46 | 51 | -5  |
|  | 9.   | Aberdeen      | 35 | 33 | 8  | 11 | 14 | 35 | 49 | -14 |
|  | 10.  | St. Johnstone | 31 | 33 | 7  | 10 | 16 | 24 | 46 | -22 |
|  | 11.  | Ross County   | 30 | 33 | 7  | 9  | 17 | 32 | 56 | -24 |
|  | 12.  | Livingston    | 18 | 33 | 3  | 9  | 21 | 22 | 59 | -37 |

Legenda:

      Ammesse alla Poule scudetto

      Ammesse alla Poule salvezza
Regolamento:

Tre punti a vittoria, uno a pareggio, zero a sconfitta.

### Risultati

#### Tabellone
|               | Abe     | Cel     | Dun     | Hea     | Hib     | Kil     | Liv     | Mot     | Ran     | Ros     | StJ     | StM     |
| ------------- | ------- | ------- | ------- | ------- | ------- | ------- | ------- | ------- | ------- | ------- | ------- | ------- |
| Aberdeen      | ––––    | 1-3 1-1 | 1-1 0-0 | 2-1     | 0-2 2-2 | 0-1     | 2-1     | 3-3     | 1-1     | 4-0 2-1 | 0-0 0-2 | 0-3     |
| Celtic        | 6-0     | ––––    | 3-0 7-1 | 0-2     | 4-1     | 3-1 1-1 | 2-0     | 1-1     | 2-1     | 4-2 1-0 | 0-0 3-1 | 2-1 3-0 |
| Dundee        | 1-0     | 0-3     | ––––    | 1-0 2-3 | 1-2     | 2-2 2-2 | 1-0     | 1-1 2-3 | 0-5 0-0 | 0-0 2-0 | 2-1     | 4-0     |
| Hearts        | 2-0 2-0 | 1-4 2-0 | 3-2     | ––––    | 2-2 1-1 | 0-0 1-1 | 1-0 4-2 | 0-1 2-0 | 0-1     | 2-2     | 1-0     | 2-0     |
| Hibernian     | 2-0     | 0-0 1-2 | 0-0 2-1 | 0-1     | ––––    | 1-0     | 2-3 3-0 | 2-2     | 0-3     | 2-2 2-0 | 2-0 1-2 | 2-3 0-3 |
| Kilmarnock    | 2-0 2-0 | 2-1     | 2-2     | 0-1     | 2-2 2-2 | ––––    | 3-1 1-0 | 1-0     | 1-0 1-2 | 0-1 1-0 | 2-1     | 1-1 5-2 |
| Livingston    | 0-0 0-  | 0-3 0-3 | 0-2 1-4 | 1-2     | 0-1     | 0-0     | ––––    | 2-0 1-3 | 0-2     | 2-2     | 0-0     | 1-1 1-0 |
| Motherwell    | 2-4 0-1 | 1-2 1-3 | 3-3     | 1-2     | 2-1 1-1 | 2-1 1-1 | 3-1     | ––––    | 0-2     | 3-3 5-0 | 1-1     | 0-1 1-1 |
| Rangers       | 1-3 2-1 | 0-1 3-3 | 3-1     | 2-1 5-0 | 4-0 3-1 | 3-1     | 4-0 3-0 | 1-0 1-2 | ––––    | 3-1     | 2-0     | 2-0     |
| Ross County   | 0-3     | 0-3     | 0-1     | 0-1 2-1 | 2-2     | 0-0     | 1-1 3-2 | 3-0     | 0-2 3-2 | ––––    | 2-0 0-1 | 1-0 1-1 |
| St. Johnstone | 1-1     | 1-3     | 2-2 1-2 | 0-2 0-1 | 1-0     | 2-1 0-2 | 1-0 1-1 | 2-2 1-1 | 0-2 0-3 | 1-0     | ––––    | 1-0     |
| St. Mirren    | 2-2 2-1 | 0-3     | 2-1 2-0 | 1-0 1-2 | 2-2     | 0-1     | 1-0     | 0-0     | 0-3 0-1 | 2-0     | 4-0 2-0 | ––––    |

## Poule scudetto e salvezza

### Classifica
|                   | Pos. | Squadra       | Pt | G  | V  | N  | P  | GF | GS | DR  |
| ----------------- | ---- | ------------- | -- | -- | -- | -- | -- | -- | -- | --- |
| Scozia (bandiera) | 1.   | Celtic        | 93 | 38 | 29 | 6  | 3  | 95 | 30 | +65 |
|                   | 2.   | Rangers       | 85 | 38 | 27 | 4  | 7  | 87 | 32 | +55 |
|                   | 3.   | Hearts        | 68 | 38 | 20 | 8  | 10 | 54 | 42 | +12 |
|                   | 4.   | Kilmarnock    | 56 | 38 | 14 | 14 | 10 | 46 | 44 | +2  |
|                   | 5.   | St. Mirren    | 47 | 38 | 13 | 8  | 17 | 46 | 52 | -6  |
|                   | 6.   | Dundee        | 42 | 38 | 10 | 12 | 16 | 49 | 68 | -19 |
|                   |      |               |    |    |    |    |    |    |    |     |
|                   | 7.   | Aberdeen      | 48 | 38 | 12 | 12 | 14 | 48 | 52 | -4  |
|                   | 8.   | Hibernian     | 46 | 38 | 11 | 13 | 14 | 52 | 59 | -7  |
|                   | 9.   | Motherwell    | 43 | 38 | 10 | 13 | 15 | 56 | 59 | -3  |
|                   | 10.  | St. Johnstone | 35 | 38 | 8  | 11 | 19 | 29 | 54 | -25 |
|                   | 11.  | Ross County   | 35 | 38 | 8  | 11 | 19 | 38 | 67 | -29 |
|                   | 12.  | Livingston    | 25 | 38 | 5  | 10 | 23 | 29 | 70 | -41 |

Legenda:
      Campione di Scozia e ammessa alla UEFA Champions League 2024-2025
      Ammessa alla UEFA Champions League 2024-2025
      Ammessa alla UEFA Europa League 2024-2025
      Ammesse alla UEFA Conference League 2024-2025
 Ammessa ai Play-out
      Retrocessa in Scottish Championship 2023-2024
Regolamento:
Tre punti a vittoria, uno a pareggio, zero a sconfitta.

### Risultati poule scudetto
|            | Cel  | Dun  | Hea  | Kil  | Ran    | StM  |
| ---------- | ---- | ---- | ---- | ---- | ------ | ---- |
| Celtic     | –––– |      | 3-0  |      | 2-1    | 3-2  |
| Dundee     | 1-2  | –––– |      | 1-1  |        | 1-3  |
| Hearts     |      | 3-0  | –––– |      | 3-3    |      |
| Kilmarnock | 0-5  |      | 0-0  | –––– |        |      |
| Rangers    |      | 5-2  |      | 4-1  | ––––\| |      |
| St. Mirren |      |      | 2-2  | 0-1  | 1-2    | –––– |

### Risultati poule salvezza
|               | Abe  | Hib  | Liv  | Mot  | RoC    | StJ  |
| ------------- | ---- | ---- | ---- | ---- | ------ | ---- |
| Aberdeen      | –––– |      | 5-1  | 1-0  |        | 1-0  |
| Hibernian     | 0-4  | –––– |      | 3-0  |        |      |
| Livingston    |      | 1-1  | –––– |      | 2-0    | 2-1  |
| Motherwell    |      |      | 4-1  | –––– |        | 1-2  |
| Ross County   | 2-2  | 2-1  |      | 1-5  | ––––\| |      |
| St. Johnstone |      | 1-3  |      |      | 1-1    | –––– |

## Play-out
|              | Risultati |              | Luogo e data   |
| ------------ | --------- | ------------ | -------------- |
| Raith Rovers | 1-2       | Ross County  | 23 maggio 2024 |
| Ross County  | 4-0       | Raith Rovers | 26 maggio 2024 |
|              |           |              |                |

### Andata
| Arbitro: | John Beaton |

|             |           |                               |
| Stanton 82’ | Marcatori | 53’ (rig.) Dhanda 71’ Baldwin |

### Ritorno
| Arbitro: | Donald Robertson |

|                                     |           |  |
| Murray 19’, 75’ White 47’ Khela 86’ | Marcatori |  |

## Statistiche

### Squadre

#### Capoliste solitarie
|    | —— | —— | —— | ——     | ——     | ——     | ——     | ——     | ——     | ——     | ——     | ——     | ——     | ——     | ——     | ——     | ——     | ——     | ——     | ——     | ——     | ——     | ——     | ——     | ——      | ——      | ——      | ——      | ——  | ——  | ——  | ——     | ——     | ——     | ——     | ——     | ——     | —— |  |
|    |    |    |    | Celtic | Celtic | Celtic | Celtic | Celtic | Celtic | Celtic | Celtic | Celtic | Celtic | Celtic | Celtic | Celtic | Celtic | Celtic | Celtic | Celtic | Celtic | Celtic | Celtic | Celtic | Rangers | Rangers | Rangers | Rangers |     |     |     | Celtic | Celtic | Celtic | Celtic | Celtic | Celtic |    |  |
|    |    |    |    |        |        |        |        |        |        |        |        |        |        |        |        |        |        |        |        |        |        |        |        |        |         |         |         |         |     |     |     |        |        |        |        |        |        |    |  |
|    |    |    |    |        |        |        |        |        |        |        |        |        |        |        |        |        |        |        |        |        |        |        |        |        |         |         |         |         |     |     |     |        |        |        |        |        |        |    |  |
| 1ª | 2ª | 3ª | 4ª | 5ª     | 6ª     | 7ª     | 8ª     | 9ª     | 10ª    | 11ª    | 12ª    | 13ª    | 14ª    | 15ª    | 16ª    | 17ª    | 18ª    | 19ª    | 20ª    | 21ª    | 22ª    | 23ª    | 24ª    | 25ª    | 26ª     | 27ª     | 28ª     | 29ª     | 30ª | 31ª | 32ª | 33ª    | 34ª    | 35ª    | 36ª    | 37ª    | 38ª    |    |  |

### Individuali

#### Classifica marcatori
| Gol |  |  | Giocatore          | Squadra     |
| --- |  |  | ------------------ | ----------- |
| 21  |  |  | Lawrence Shankland | Hearts      |
| 17  |  |  | James Tavernier    | Rangers     |
| 14  |  |  | Bojan Miovski      | Aberdeen    |
| 13  |  |  | Matt O'Riley       | Celtic      |
| 13  |  |  | Theo Bair          | Motherwell  |
| 13  |  |  | Cyriel Dessers     | Rangers     |
| 11  |  |  | Kyogo Furuhashi    | Celtic      |
| 11  |  |  | Simon Murray       | Ross County |
| 11  |  |  | Abdallah Sima      | Rangers     |